# Eupithecia chalikophila
Eupithecia chalikophila là một loài bướm đêm trong họ Geometridae.